# Хорн-Бад Мајнберг
Хорн-Бад Мајнберг (њем. Horn-Bad Meinberg) град је у њемачкој савезној држави Северна Рајна-Вестфалија. Једно је од 16 општинских средишта округа Липе. Према процјени из 2010. у граду је живјело 18.006 становника. Посједује регионалну шифру (AGS) 5766032.

## Географски и демографски подаци
Хорн-Бад Мајнберг се налази у савезној држави Северна Рајна-Вестфалија у округу Липе. Град се налази на надморској висини од 207 метара. Површина општине износи 90,2 km². У самом граду је, према процјени из 2010. године, живјело 18.006 становника. Просјечна густина становништва износи 200 становника/km².

## Међународна сарадња
| Мјесто | Држава    | Врста сарадње | Од    |
| ------ | --------- | ------------- | ----- |
|        | Француска | партнерство   | 1974. |
| Извор  |           |               |       |